# 수소-4

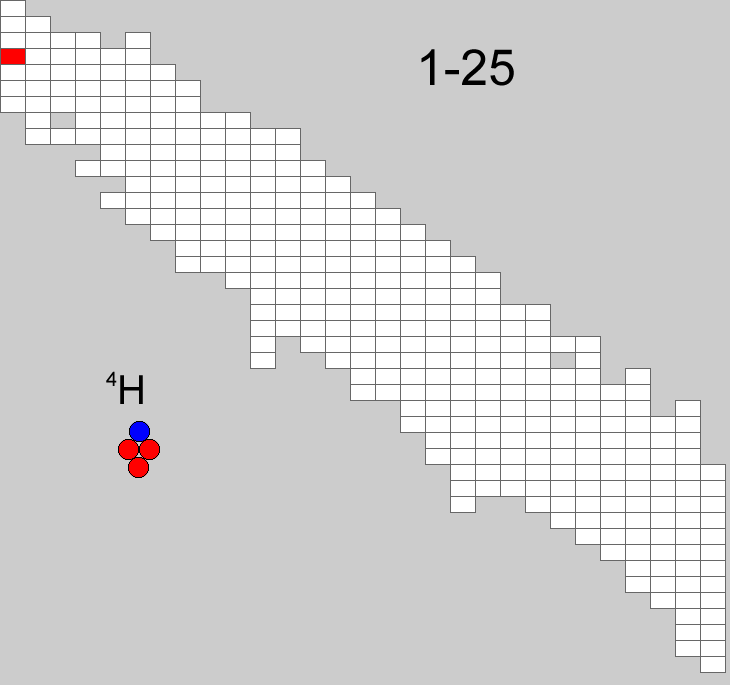

수소-4는 굉장히 불안정한, 수소의 동위 원소 중 하나이다. 핵은 한 개의 양성자와 세 개의 중성자로 구성되어 있다. 수소-4는 연구소에서 합성되었으며, 삼중수소에 고속으로 움직이는 중수소의 핵이 충돌해서 생겨났다. 이 실험을 통해 삼중수소의 핵은 고속으로 이동하는 중수소의 핵에서 중성자를 끌어당기는 것을 포착했다. 또한 남아있는 양성자를 포착해 수소-4의 존재를 추론했다. 수소-4의 원자 질량은 4.02781 ± 0.00011이며, 중성자 방출을 통해 (1.39 ± 0.10) × 10−22 초의 반감기를 가지며 붕괴한다. 인공적으로 7중으로까지 결합이 가능하지만, 4중 이상의 수소는 결합하자마자 빠르게 분해되어 없어진다.

## 쿼디움
레널드 위벌리가 지은 정치풍자 소설인 약소국 그랜드 펜윅의 뉴욕 침공기에선 수소-4를 쿼디움으로 부르며, 구두상자만한 크기의 파괴력이 대륙전체를 파괴할 수 있는 Q폭탄을 만드는데 사용된다. 소설상에선 안정적인 동위원소로 등장하며, 그당시 확인된 원소중 질량차가 제일 큰 것으로 그려지고 있다.

## 같이 보기
- 수소 동위 원소